# Plac Niepodległości w Łodzi
Plac Niepodległości w Łodzi – plac znajdujący się na południowym końcu ulicy Piotrkowskiej, na osiedlu Górniak. Stanowi jeden z węzłów komunikacyjnych tras tramwajowych północ-południe, miejsce licznych punktów handlowo-usługowych oraz miejsce rekreacji. Do placu dochodzą ulice: Pabianicka, Rzgowska, Sieradzka, Skargi i Zarzewska. Razem z placem Wolności stanowią dwa główne punkty orientacyjne w geografii miasta.

## Historia

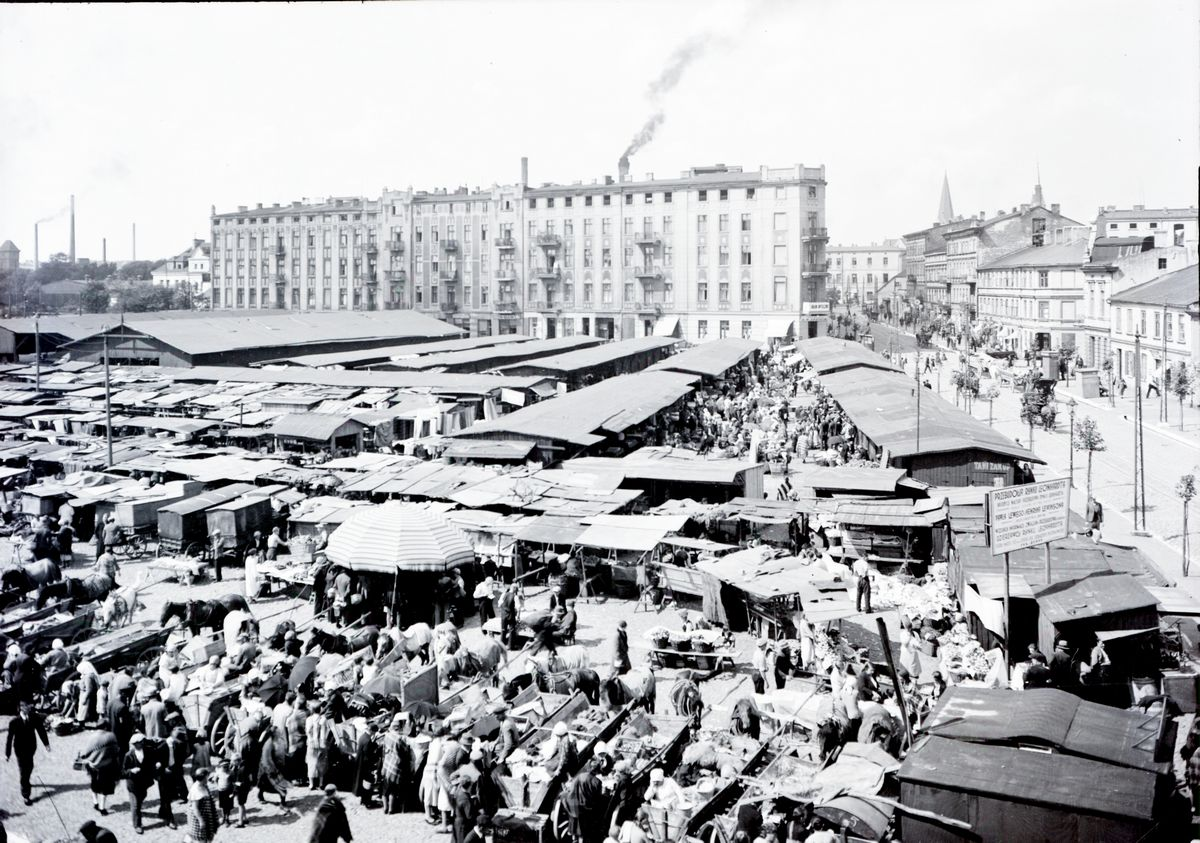
Rynek Leonarda, 1931 rok

Koncepcja założenia placu targowego przy ówczesnej południowej granicy miasta narodziła się w 1902 roku. Wynikała ona z chęci przeniesienia handlu z Górnego Rynku (dzisiejszy plac Reymonta) na nowe bardziej obszerne miejsce. Na nowy rynek przeznaczono duży plac, należący do spółki Leonhardt, Woelker i Girbardt, specjalizującej się w produkcji wyrobów wełnianych.
Przed II wojną światową plac nosił imię Leonarda. Podczas okupacji niemieckiej – Leonhardtstrasse, zaś po odzyskaniu niepodległości w 1945 roku zmieniono nazwę na obecną.
W sierpniu 2008 roku, w związku z projektem ŁTR, rozpoczęła się gruntowna przebudowa placu, zarówno w zakresie torowiska, jak i zieleni miejskiej oraz małej architektury.

## Węzeł komunikacyjny
Plac pełni rolę ważnego węzła komunikacji publicznej Łodzi. Niegdyś głównym przystankiem był ten położony na południowym krańcu placu, naprzeciwko domu towarowego Uniwersal. Obecnie główny przystanek położony jest wzdłuż ulicy Piotrkowskiej.
W 1943 otwarto krańcówkę tramwajów podmiejskich do Pabianic i Tuszyna. Pozostałością po dawnej krańcówce jest parterowy budynek naprzeciwko domu towarowego.
Podczas budowy ŁTR wszystkie przystanki zostały przebudowane. Powstał jeden duży węzeł komunikacyjny, gdzie obecnie zatrzymują się tramwaje linii 2, 3, 6, 11, 16, 19, 41 oraz autobusy linii 50AB, 68, 72AB, 92AB. Na placu znajduje się także pętla autobusowa (stanowiąca początek trasy dla linii 50AB, 68, 92AB oraz tramwajowa, która liniowo jest obecnie wykorzystywana jako początek trasy dla linii 41; stanowi także pętlę awaryjną.

## Centrum handlowo-usługowe
Od strony zachodniej do placu przylegają hale Rynku Górnego wraz z targowiskiem (Hala Górniak). Od południa jest ograniczony Domem Towarowym Uniwersal, który został otwarty w 1967 roku i był pierwszym budynkiem w mieście mającym ruchome schody. W zachodniej, niższej części domu towarowego funkcjonował bar Rarytas. W listopadzie 2009 roku Uniwersal został zamknięty, przeszedł trzyletnią przebudowę, celem zaadaptowania na biurowiec. Po przebudowie w parterze znajdują się sklepy i punkty usługowe, a na piętrach biura.

## Zieleniec

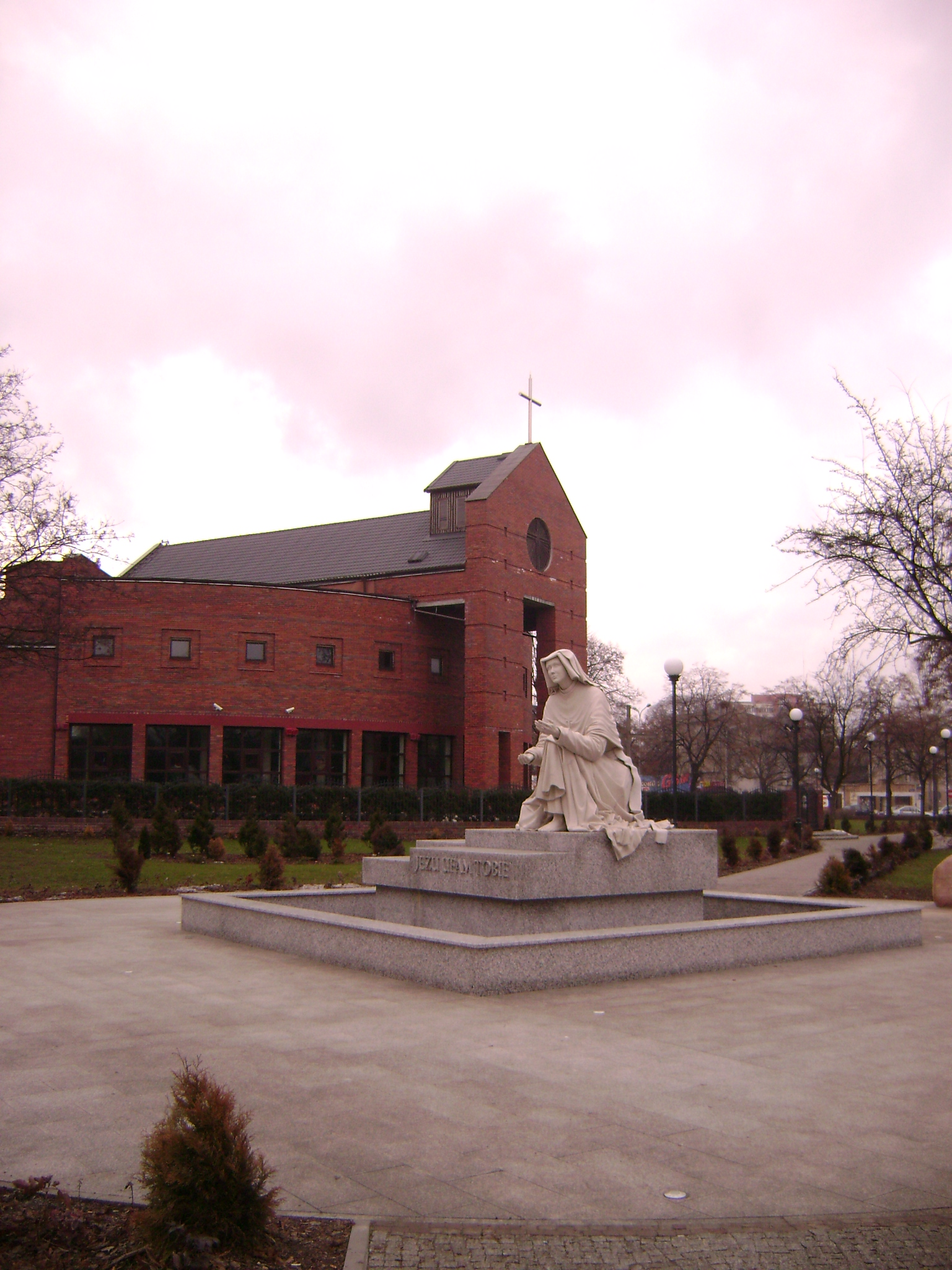
Pomnik św. Faustyny Kowalskiej

Północna część placu stanowi skwer, otoczony niskim ogrodzeniem ceglanym i drzewami z parterową roślinnością w środku. W centralnym punkcie skweru usytuowano fontannę – pomnik świętej Faustyny Kowalskiej autorstwa braci Kamila i Mariusza Drapikowskich z Gdańska. Przedstawia dwumetrową postać Świętej Faustyny, która przyklęka na postumencie o wymiarach 6 × 6 m. Z wyciągniętej ręki wypływa woda, przypominając promienie łaski z obrazu Jezusa Miłosiernego. Odsłonięcie i poświęcenie pomnika nastąpiło podczas uroczystości odpustowej 5 października 2008 roku, w 70-lecie śmierci Św. Faustyny. Nieopodal pomnika położony jest kościół parafialny pw. św. Faustyny Kowalskiej, wybudowany w drugiej połowie lat 90.

## W pobliżu
Tuż za Placem Niepodległości, na południe, położony jest park im. Legionów (w tym zabytkowa, pofabryczna część tego parku – dawny park im. Hibnera) oraz przyległe do niego zakłady włókiennicze Arelan (dawne zakłady Leonhardt, Woelker i Girbardt). Południowo-wschodni kraniec placu sąsiaduje z dawną fabryką braci Stolarow.
Nieco na północ znajduje się Plac Reymonta, oddzielony od Placu Niepodległości kilkoma kamienicami (w tym dawnym domem Jana Starowicza) i wybudowanym pod koniec lat 90. XX wieku budynkiem Pekao S.A. Wielu łodzian mylnie nazywa te oba place wspólnie placem Niepodległości.